# Landtagswahl im Volksstaat Hessen 1932
Die Landtagswahl im Volksstaat Hessen 1932 war die sechste und letzte Wahl im Volksstaat Hessen zum Landtag des Volksstaates Hessen. Sie war notwendig geworden, da die Landtagswahl im Volksstaat Hessen 1931 für ungültig erklärt worden war und fand am 19. Juni 1932 statt. Die NSDAP konnte ihre Stellung erneut ausbauen.

## Ausgangssituation
Die Wirtschaftspartei war zur Landtagswahl 1931 nicht zugelassen worden. Grund war die Nichtanerkennung von 44 Unterstützungsstimmen. Im Rahmen der Wahlprüfung monierte die Wirtschaftspartei dieses Vorgehen. Am 9. Mai 1932 erklärte der Staatsgerichtshof die Landtagswahl vom 15. November 1931 für ungültig und ordnete eine Neuwahl binnen zweier Monate an. Entsprechend fand die nächste Landtagswahl im Volksstaat Hessen am 19. Juni 1932 statt. Für die allgemeine politische Situation siehe den Artikel über die Reichstagswahl Juli 1932.
Der Erdrutschsieg der NSDAP und der Erfolg der KPD führten im Volksstaat Hessen dazu, dass die demokratischen Parteien zusammen keine Mehrheit im Parlament mehr hatten. Da eine Zusammenarbeit der extremistischen Parteien undenkbar war und es auch zu keiner Zusammenarbeit der extremistischen Parteien mit demokratischen Parteien kam, konnte keine neue Regierung gewählt werden und das Kabinett Adelung blieb geschäftsführend im Amt.

## Wahlergebnis
| Landtagswahl 1932                          | Landtagswahl 1932 | Landtagswahl 1932 | Landtagswahl 1932   |
| Partei                                     | Stimmanteil in %  | Sitze             | Veränderung (Sitze) |
| ------------------------------------------ | ----------------- | ----------------- | ------------------- |
| NSDAP                                      | 44,0 %            | 32 Sitze          | +5 Sitze            |
| SPD                                        | 23,1 %            | 17 Sitze          | +1 Sitz             |
| Zentrum                                    | 14,5 %            | 10 Sitze          | ±0 Sitze            |
| KPD                                        | 11,0 %            | 7 Sitze           | −3 Sitze            |
| Einheitsliste (DStP, DVP, VRP, CNBL, CSVD) | 3,4 %             | 2 Sitze           | −3 Sitze            |
| SAP                                        | 1,6 %             | 1 Sitz            | ±0 Sitze            |
| DNVP                                       | 1,5 %             | 1 Sitz            | ±0 Sitze            |

An 100 % fehlende Stimmen = Nicht im Landtag vertretene Wahlvorschläge
Für die gewählten Abgeordneten siehe die Liste der Mitglieder des Landtages (Volksstaat Hessen) (6. Wahlperiode).

## Folgen
Das Patt im Landtag hatte sich nicht aufgelöst, weiter war keine Regierungswahl möglich. Das Kabinett Adelung blieb geschäftsführend im Amt. Nach der Machtergreifung der Nationalsozialisten 1933 fanden keine Landtagswahlen mehr statt. Nach der Reichstagswahl vom 5. März 1933 wurde der 7. Landtag aufgrund des Gleichschaltungsgesetzes analog dieses Wahlergebnisses neu gebildet.